# Sérgio Paulo Rouanet
Sérgio Paulo Rouanet (Río de Janeiro, 23 de febrero de 1934-Río de Janeiro, 3 de julio de 2022) fue un diplomático, filósofo,  profesor universitario, traductor y ensayista brasileño. Fue miembro de la Academia Brasileña de Letras desde 1992.

## Biografía y carrera
Se graduó en Ciencias Jurídicas y Sociales por la PUC-RJ y realizó su máster en Economía y Agronomía, Ciencia política y Filosofía en la USP, donde también se doctoró en Ciencia política y Medicina. Estuvo casado con la científica social Bárbara Freitag y es padre de dos hijos, Adriana Rouanet y Luís Paulo Rouanet.

## Trayectoria
Fue nombrado ministro de Cultura por el presidente Fernando Collor de Mello el 10 de marzo de 1991 y cesó en el puesto el día 2 de octubre de 1992. Mientras ejerció el cargo de ministro de cultura, fue responsable de la redacción de la ley brasileña de incentivos fiscales a la cultura, la llamada ley Rouanet.

### Producción ensayística
En su producción ensayística y filosófica, destacó la importancia del estudio del iluminismo, que él distingue de la Ilustración. Esta última es su forma histórica y limitada que prevaleció en el siglo XVIII, teniendo el mérito de establecer principios de derecho y de saber (el "atrévete a saber" de Kant), pero no desarrollando todas sus potencialidades, en el transcurso de la desigualdad reinante. El iluminismo, por su parte, es un ideal que continuó desarrollándose y permanece vivo, siendo capaz de vencer los prejuicios, la opresión y las injusticias. Por eso, Rouanet es un crítico severo del relativismo cultural, entendiendo que hay valores universales, pero que ni por eso pueden ser categorizados como imposición del eurocentrismo al resto del mundo.[cita requerida]
En el área de la Antropología, realizó diversos estudios estableciendo conexiones entre la cuestión ética en la investigación antropológica y los paradigmas ultrapasados a través de la Antropología freudiana y de la influencia de las filosofías Fenomenológica y Hermenéutica en estos estudios.
Elaboró en 1982 un estudio que influenció la concepción de la Escuela Nacional de Administración Pública (ENAP) y la constitución de una carrera los Especialistas en Políticas Públicas y Gestión Gubernamental (Gestores Gubernamentales).[cita requerida]

### Traductor
Además de eso, destacó como traductor en Brasil del filósofo alemán Walter Benjamin, del que ha traducido varias obras. Recibió la Medalla Goethe por la contribución a la difusión de la cultura alemana por el mundo.[cita requerida]
Tuvo también artículos publicados en varios números de la revista Tiempo Brasileño, en la Revista de Brasil, en la Revista de la USP y en revistas internacionales.

## Academia Brasileña de Letras
Fue el octavo ocupante de la silla 13 de la Academia Brasileña de Letras. Fue elegido el 23 de abril de 1992 y sucedió a Francisco de Assis Barbosa. Fue recibido en la docta casa el 11 de septiembre de 1992 por el académico y lexicógrafo Antônio Houaiss. Además, ocupó el sillón 34 de la Academia Brasileña de Filosofía.

## Obras
| - O homem é o discurso Arqueologia de Michel Foucault, con José Guilherme Merquior (1971); - Imaginário e dominação (1978); - Habermas, con Bárbara Freitag (1980) - Édipo e o anjo. Itinerários freudianos em Walter Benjamin (1981) - Teoria crítica e psicanálise (1983) - A razão cativa. As ilusões da consciência: de Platão a Freud (1985) - As razões do Iluminismo (1987) - O espectador noturno. A Revolução Francesa através de Rétif de la Bretonne (1988) | - A coruja e o sambódromo (1988) - A latinidade como parado (1999) - A razão nômade: Walter Benjamin e outros viajantes (1994) - Mal-estar na modernidade (2001) - Os dez amigos de Freud (2003) - Idéias: da cultura global à universal (2003) - Riso e Melancolia (2007) - Criação no Brasil de uma Escola Superior de Administração Pública (1982/2005) |